# Северный боевой летучий отряд
Северный боевой летучий отряд или Летучий боевой отряд Северной области (сокр. ЛБО СО ПСР) — террористическая группа, организованная эсером Альбертом Траубергом в 1906 году. Группа также была известна по партийной кличке своего основателя «Отряд Карла».
Из воспоминаний А. В. Герасимова:
Наиболее опасной среди них была группа Северного Летучего Боевого Отряда, которая возникла ещё осенью 1906 года и уже совершила ряд террористических покушений. Я расспрашивал о ней Азефа, но он сообщил мне, что она не подчинена Центральному Комитету партии социалистов-революционеров, а действует, поддерживая связи с местными комитетами, на свой страх и риск, и что ему, Азефу, собрать о ней сведения очень трудно, так как это может навлечь на него подозрения. — Герасимов, «На лезвии с террористами (недоступная ссылка)», 1985 
Членами отряда были совершены убийства прокурора Павлова, генерал-майора Георгия Мина и начальника Главного тюремного управления А. М. Максимовского.

## История отряда
В составе Партии социалистов-революционеров (ПСР) имелись небольшие группы боевой дружины, летучие боевые отряды, а также отдельные лица, которые совершали политические убийства. Зачастую для их действий не требовалось даже руководства из центра, поскольку многие решения принимались по собственной инициативе. В этом случае члены местных террористических образований не проявляли той преданности принципам ПСР, что мгновенно бросалось в глаза.
В Санкт-Петербурге наибольшую активность проявлял Северный боевой летучий отряд, который был сформирован в 1906 году. Он не подчинялся Центральному комитету, как это было в случае с Боевой организацией. Чаще всего им руководил петербургский комитет партии. Важным моментом является ещё и то, что свыше восьмидесяти процентов боевиков из состава Северного боевого летучего отряда даже не считались официальными членами ПСР. Они вступали в отряд по различным причинам, в перечне которых можно было видеть как избыток юношеского революционного задора, так и стремление к мести по личным мотивам.
Отряд возглавлял латыш Альберт Трауберг по кличке «Карл». Была широко известна его настойчивость и храбрость, из-за чего даже Азеф предупреждал своих начальников полиции: «Пока этот человек жив, вы не можете спать спокойно».

## Известные члены
| Имя                                                | Годы жизни | Деятельность и дальнейшая судьба |
| -------------------------------------------------- | ---------- | --- |
| Баранов, Сергей Гаврилович                         | 1885—1908  | Арестован по делу о покушении на вел. кн. Николая Николаевича и министра юстиции И. Г. Щегловитова. Повешен по приговору военно-окружного суда.                                                                                        |
| Егоров, Николай                                    |            | 26 декабря 1906 года застрелил главного военного прокурора Павлова. Казнён. |
| Коноплянникова, Зинаида Васильевна                 | 1878—1906  | 13 августа 1906 года застрелила генерал-майора Георгия Мина. Была арестована на месте и вскоре повешена по приговору военно-окружного суда.                                                                                            |
| Константинов, Петр Константинович                  | 1885—?     | Техник ЛБО СО ПСР. Арестован по делу о покушении на вел. кн. Николая Николаевича и министра юстиции И. Г. Щегловитова. Приговорён к смертной казни, заменённой 15 годами каторги.                                                      |
| Лебедева, Елизавета Николаевна (Казанская, Кися)   | 1887—1908  | Арестована по делу о покушении на вел. кн. Николая Николаевича и Министра юстиции И. Г. Щегловитова в феврале 1908 г. При аресте ранила городового; повешена.                                                                          |
| Лебединцев, Всеволод Владимирович (Марио Кальвино) | 1881—1908  | Участник, а после ареста Трауберга руководитель ЛБО СО ПСР. Руководил подготовкой несостоявшихся покушений на вел. кн. Николая Николаевича и министра юстиции И. Г. Щегловитова. Арестован по этому делу в феврале 1908 года. Повешен. |
| Николаев, Афанасий Иванович                        | 1885—1908  | Арестован по делу о покушении на вел. кн. Николая Николаевича и министра юстиции И. Г. Щегловитова. Приговорён к смертной казни, заменённой 15 годами каторги.                                                                         |
| Распутина, Анна Михайловна (Васса)                 | 1874—1908  | Участница петербургской «Группы народовольцев» середины 1890-х годов; в феврале 1908 года была арестована вместе с остальными членами ЛБО. Повешена.                                                                                   |
| Рогозинникова, Евстолия Павловна (Медвежонок)      | 1886—1907  | 15 октября 1907 застрелила начальника Главного тюремного управления А. М. Максимовского. Повешена 18 октября 1907 года на Лисьем Носу по приговору военно-окружного суда.                                                              |
| Синегуб, Лев Сергеевич                             | 1887—1908  | Арестован в феврале 1908 года по делу о покушении на вел. кн. Николая Николаевича и министра юстиции И. Г. Щегловитова. Повешен. |
| Смирнов Александр Филиппович (псевдоним)           | 1886—1908  | Арестован в феврале 1908 года по делу о покушении на вел. кн. Николая Николаевича и министра юстиции И. Г. Щегловитова. При аресте оказал вооружённое сопротивление, ранил агента охранного отделения. Повешен.                        |
| Стуре, Лидия Августовна                            | 1884—1908  | Арестована в феврале 1908 г. по делу о покушении на вел. кн. Николая Николаевича и министра юстиции И. Г. Щегловитова. При аресте оказала вооружённое сопротивление. Повешена по приговору военно-окружного суда.                      |
| Трауберг, Альберт Давидович (Карл)                 | 1881—1908  | Создатель и первый руководитель ЛБО, организатор ряда успешных терактов; арестован в ноябре 1907 года по доносу Азефа. Повешен по приговору военно-окружного суда.                                                                     |
| Янчевская, Вера Леонидовна                         | 1891—?     | Арестована па делу о покушении на вел. кн. Николая Николаевича и министра юстиции И. Г. Щегловитова. Как несовершеннолетняя, осуждена на 5 лет каторги.                                                                                |

## Разгром организации
Членов ЛБО выдал охранному отделению лидер Боевой организации партии социалистов-революционеров Евно Азеф, бывший одновременно тайным сотрудником охранки. Арест Карла оказался очень тяжёлой потерей для Северного летучего боевого отряда, но террористы продолжили подготовку других громких акций. В результате их действий в конце 1907 года было осуществлено покушение на дядю царя — великого князя Николая Николаевича — и министра юстиции Щегловитова. Начальник Петербургского отделения охранки А. В. Герасимов не мог найти членов отряда, пока его агент не назвал имя Анны Распутиной, остававшейся в то время на свободе. В результате установленной за ней слежки была получена информация о регулярных встречах её товарищей в Казанском соборе, где они притворялись молящимися, однако на самом деле обменивались взрывчаткой и информацией. Благодаря такой находке полиции стали известны планы террористов, и 7 февраля 1908 года было арестовано девять членов Северного летучего боевого отряда. В их числе оказался и Марио Кальвино (Лебединцев), обложенный взрывчаткой и планировавший взорвать такую живую бомбу под каретой Щегловитова. Во время задержания он кричал полицейским, что если он взорвётся, то вся улица превратится в руины. Однако полиция всё же сумела его задержать, и спустя неделю он был осуждён.
Семь террористов, в числе которых находились Лебединцев и Распутина, были приговорены к смертной казни через повешение.
А. В. Герасимов впоследствии вспоминал:

Потом мне говорил прокурор, официально по своей должности присутствовавший на казни террористов: «Как эти люди умирали… Ни вздоха, ни сожаления, никаких просьб, никаких признаков слабости… С улыбкой на устах они шли на казнь. Это были настоящие герои».— Герасимов А. В. На лезвии с террористами, 1985.
Эта казнь послужила основой для рассказа Леонида Андреева «Рассказ о семи повешенных».